# Saleydeutsch
Saleydeutsch war ein höchstalemannischer Dialekt, der im Walserdialekt von Saley/Salecchio (heute zur Gemeinde Premia gehörig) gesprochen wurde.
Die letzten Bewohner verließen Saley im Winter 1963/64 und zogen in die tiefer gelegenen italienischsprachigen Dörfer. Saley wird heute nur noch im Sommer bewohnt. 2008 und 2009 wurden noch einmal Aufnahmen mit drei Sprechern aufgenommen, jedoch war die Mundart bei einem Teil von ihnen schon stark von der benachbarten Walsermundart von Pomatt/Formazza überlagert.
Saleydeutsch ist der einzige alemannische Dialekt und auch der einzige im ganzen oberdeutschen Sprachraum, welcher bis in die zweite Hälfte des 20. Jahrhunderts ein lebendiges Präteritum gekannt hat.

## Hilfsverben
siin (dt. sein)
|            | Ind. Präsens | Ind. Präteritum | Konj. Präsens | Konj. Präteritum |
| ---------- | ------------ | --------------- | ------------- | ---------------- |
| ich        | bìn          | wass            | siigì         | weijì            |
| du         | bìscht       | wasscht         | siigìscht     | weijìscht        |
| är/schi/äs | ìscht        | wass            | siigì         | weijì            |
| wier       | sin          | wassùn/wan      | siigì         | weijì            |
| ier        | siit         | wassùt          | siigìt        | weijìt           |
| schi       | sìn          | wassùn/wan      | siigì         | weijì            |

Part. Perfekt: gsiin

haa (dt. haben)
|            | Ind. Präsens | Ind. Präteritum | Konj. Präsens |
| ---------- | ------------ | --------------- | ------------- |
| ich        | hän          | hat             | hätt          |
| du         | hescht       | hatùscht        | hättìscht     |
| är/schi/äs | het          | hat             | hätt          |
| wier       | hein         | hattùn          | hättì         |
| ier        | heit         | hattùt          | hättìt        |
| schi       | hein         | hattùn          | hättì         |

Part. Perfekt: khäbä

tuä (dt. tun)
|            | Ind. Präsens | Ind. Präteritum |
| ---------- | ------------ | --------------- |
| ich        | tuän         | tet             |
| du         | tuäscht      | tetùscht        |
| är/schi/äs | tuet         | tet             |
| wier       | tuän         | tetùn           |
| ier        | tuät         | tetùt           |
| schi       | tuän         | tetùn           |

Part. Perfekt:  taa

## Ablaute der starken Verben
Die Präterita der starken Verben der sieben Konjugationsklassen lauten wie folgt:
Ablautklasse I
|              | Ahd.     | Saleydeutsch |
| ------------ | -------- | ------------ |
| Inf.         | snîdan   | schniidä     |
| 1. Sg. Präs. | snîdu    | schniidù     |
| 1. Sg. Prät. | sneit    | schnìt       |
| 1. Pl. Prät. | snitum   | schnìtùn     |
| Part. Prät.  | gisnitan | kschnìtä     |

Ablautklasse IIa
|              | Ahd.     | Saleydeutsch |
| ------------ | -------- | ------------ |
| Inf.         | fliogan  | fleigä       |
| 1. Sg. Präs. | fliugu   | fleigù       |
| 1. Sg. Prät. | floug    | flùg         |
| 1. Pl. Prät. | flugun   | flùgùn       |
| Part. Prät.  | giflogan | kflogä       |

Ablautklasse IIb
|              | Ahd.    | Saleydeutsch |
| ------------ | ------- | ------------ |
| Inf.         | biotan  | biätä        |
| 1. Sg. Präs. | biutu   | biätù        |
| 1. Sg. Prät. | bōt     | bùt          |
| 1. Pl. Prät. | butum   | bùtùn        |
| Part. Prät.  | gibotan | pottä        |

Ablautklasse IIIa
|              | Ahd.      | Saleydeutsch |
| ------------ | --------- | ------------ |
| Inf.         | spinnan   | spinnä       |
| 1. Sg. Präs. | spinnu    | spinnù       |
| 1. Sg. Prät. | span      | spùn         |
| 1. Pl. Prät  | spunnum   | spùnnùn      |
| Part. Perf.  | gispunnan | kspùnnä      |

Ablautklasse IIIb
|              | Ahd.     | Saleydeutsch |
| ------------ | -------- | ------------ |
| Inf.         | helfan   | hälfä        |
| 1. Sg. Präs. | hilfu    | hìlfù        |
| 1. Sg. Prät. | half     | hùlf         |
| 1. Pl. Prät  | hulfum   | hùlfùn       |
| Part. Perf.  | giholfan | kholfä       |

Ablautklasse IV
|              | Ahd.      | Saleydeutsch |
| ------------ | --------- | ------------ |
| Inf.         | brehhan   | brächä       |
| 1. Sg. Präs. | brihhu    | brìchùn      |
| 1. Sg. Prät. | brah      | braach       |
| 1. Pl. Prät  | brâhhum   | braachùn     |
| Part. Perf.  | gibrohhan | prochä       |

Ablautklasse V
|              | Ahd.     | Saleydeutsch |
| ------------ | -------- | ------------ |
| Inf.         | essan    | ässä         |
| 1. Sg. Präs. | issu     | ìssùn        |
| 1. Sg. Prät. | ass      | aass         |
| 1. Pl. Prät  | âssum    | aassùn       |
| Part. Perf.  | gigessan | kässä        |

Ablautklasse VI
Im Präteritum der Verben der VI. Klasse ist der Ablaut mit demjenigen der VII. Klasse zusammengefallen.
|              | Ahd.     | Saleydeutsch |
| ------------ | -------- | ------------ |
| Inf.         | graban   | grabä        |
| 1. Sg. Präs. | grabu    | grabùn       |
| 1. Sg. Prät. | gruob    | griäb        |
| 1. Pl. Prät  | gruobum  | griäbùn      |
| Part. Perf.  | gigraban | krabä        |

Ablautklasse VII
|              | Ahd.     | Saleydeutsch |
| ------------ | -------- | ------------ |
| Inf.         | fallan   | fallä        |
| 1. Sg. Präs. | fallu    | fallùn       |
| 1. Sg. Prät. | fial     | fiäl         |
| 1. Pl. Prät  | fialum   | fiälùn       |
| Part. Perf.  | gifallan | kfallä       |